# Nemertesia intermedia
Nemertesia intermedia är en nässeldjursart som beskrevs av Gustav Heinrich Kirchenpauer 1876. Nemertesia intermedia ingår i släktet Nemertesia och familjen Plumulariidae. Inga underarter finns listade i Catalogue of Life.